# 昭和新山
昭和新山（しょうわしんざん）是一座位於日本北海道有珠郡壮瞥町的火山。被包含在支笏洞爺國立公園的範圍內。昭和新山是在1943年12月到1945年9月期間噴發所形成的一座火山。在2007年與有珠山被一起選為日本地質百選。現在由於寒冷的氣溫和侵蝕作用的影響，昭和新山的山體正在逐漸縮小中。